# Округ (Средња земља)
Округ (енгл. The Shire) је регион у измишљеном свету енглеског писца Џ. Р. Р. Толкин, најбоље описаног у Господару прстенова и Хобиту. Регион се налази у Средњој земљи, у централном делу Еријадора (региона између Маглених планина и Плавих планина). Округ је готово искључиво насељен Хобитима, бићима ниског раста и човеколиког изгледа. На језицима измишљеним од стране Толкина можемо пронаћи и друге називе за овај регион, као што су Sûza или Sûzat на Вестрону или пак i Drann на Синдарину. Толкин је за стварање Округа био инспирисана Енглеском и њеним пејзажима, док су хобити представљали обичне Енглезе.

## Историја
Округ је насељен Хобитима 1601. године Трећег доба (1. година по Окружном рачунању времена). Они су били вођени браћом Марко и Бланко (инспирисани Хенгистом и Хорсом, личностима из англосаксонске митологије). Хобити су на почетку живели у долини реке Андуин (источно од Маглених планина) пре него што су започели миграцију преко планина у Еријадор.
Округ је званично постао део краљевства Артедан када им је краљ Артедана, дао званичну дозволу да се населе на том подручију али је поставио хобитима три услова: Да признају његову врховну власт; Да одржавају путеве унутар Округа; И да помажу његовим куририма. Хобити су се тако сматрали поданицима краља, чак су и слали одреде стрелаца у борбу против краљевства Ангмар. Након пада свих краљевстава Арнора, Округ је остао мали независан регион којим су управљали и мирно живели хобити. Народ Округа је након пада Артедана изабрао Thain-а као наследну титулу и као вршиоца дужности краља, та титула је припала Олдбаковима али је касније прешла Туковима. Важно је напоменути да ова титула има готово искључиво церемонијални значај, једино задужење које је ова титула носила јесте команда „хобита под оружијем” (врста милиције Округа). 
Мала величина и неупадност Округа је допринела његовом преживљавању. Поред тога Округ је чуван од стране Дунадана (народа пропалог краљевства Арнор). Једини странци који су улазили у Округ јесу патуљци који су путовали ка Плавим планинама и вилењаци који су путовали ка Линдону и Сивим Лукама. 
Миран живот хобита је поремећен након одласка Билба Багинса са патуљцима и Гандалфом, 1341. године по Окружном рачунању времена, у борбу са змајем, након чега се вратио са великим богатством и Јединственим прстеном, ови догађаји су описани у Хобиту. И касније током рата за прстен и авантура Фрода Багинса и дружине, 1418—1420. године по окружном рачунању времена, описаних у Господару прстенова. Током овог рата Округ бива разорен и индустријализован од стране разбојника под вођством Сарумана, али разбојници су поражени од стране хобита на челу са Фродом, Семом, Веселим и Пипином. Након што Арагорн II Елесар постаје краљ новог уједињеног краљевства Гондора и Арнора, у који бива укључен и Округ (Бакланд бива званично укључен у Округ). Арагорн хобитима краљевским декретом даје велику аутономију и свим људима забрањује улазак у Округ.

## Географија
Према Толкину, Округ се простирао 40 лига (193 km) правцем исток-запад, од Далеких брда на западу до Брендивајнског моста на истоку и 50 лига (241 km) правцем север-југ, од северних вресишта до мочвара на југу. Ово је потврђено од стране Толкина у есеју о Господару прстенова, који говори да Округ има површину од 47 000 km².
Округ је подељен на четири Четврти (енгл. Farthings). Региони Бакленда и Вестмарха су званично припојени Округу након рата за прстен, иако су много пре тога били настањени хобитима.
Округ је описан као мала, али лепа, идилична и веома плодна земља, пуна зеленила са врло развијеном пољопривредом и веома је вољена од својих становника. Пејзаж је укључивао и мале али честе делове прекривене шумом. Толкин је у својим писањима био веома инспирисан класичним енглеским пејзажом.